# Ditizonă
Ditizona (1,5-difeniltiocarbazona) este un compus organic ce conține sulf. Este un ligand folosit în analiză, formând combinații complexe cu multe metale, precum plumbul și mercurul. Ditizona se obține prin reacția dintre fenilhidrazină și sulfură de carbon, urmată de tratarea cu hidroxid de potasiu.

## Proprietăți
Ditizona formează cu multe metale grele combinații complexe stabile de ditizonați metalici, insolubile în apă, dar solubile în tetraclorură de carbon. Culorile acestor complecși sunt specifice pentru anumiți cationi:
| Metalul X          | Culoare | Formula de structură                              |
| ------------------ | ------- | ------------------------------------------------- |
| Fe, Mn, Cu, Co, Ni | violet  | Formulele de structură ale ditizonaților metalici |
| Bi, Sn, Cd, Zn, Pb | roșu    | Formulele de structură ale ditizonaților metalici |
| Ag, Hg             | galben  | Formulele de structură ale ditizonaților metalici |